# 冯氏节孝坊
29°59′03.5″N 121°26′59.7″E / 29.984306°N 121.449917°E
冯氏节孝坊是浙江省宁波市江北区慈城镇的一座清代石牌坊。牌坊位于位于东镇桥街34号对面，建于清雍正辛亥（1731年）。牌坊原为三间，后因宁波胶丸厂在此位置建造水塔，利用牌坊明间并拆除次间。现存单间二柱，面阔4米，残高7.5米。牌坊额枋等处高浮雕双狮舞绣球，以及卷草、回纹等纹饰。2023年9月1日，牌坊成为宁波市文物保护单位。